# Тручас (Леон)
Тручас (ісп. Truchas) — муніципалітет в Іспанії, у складі автономної спільноти Кастилія-і-Леон, у провінції Леон. Населення — 504 особи (2010).
Муніципалітет розташований на відстані близько 310 км на північний захід від Мадрида, 80 км на південний захід від Леона.
На території муніципалітету розташовані такі населені пункти: (дані про населення за 2010 рік)
- Байльйо: 33 особи
- Корпоралес: 156 осіб
- Ла-Куеста: 21 особа
- Кунас: 35 осіб
- Іруела: 29 осіб
- Мансанеда: 54 особи
- Посос: 22 особи
- Кінтанілья-де-Юсо: 39 осіб
- Тручас: 80 осіб
- Тручильяс: 11 осіб
- Вальдавідо: 9 осіб
- Вільяр-дель-Монте: 11 осіб
- Вільяріно: 4 особи

## Демографія
Динаміка населення (INE ):

## Галерея зображень

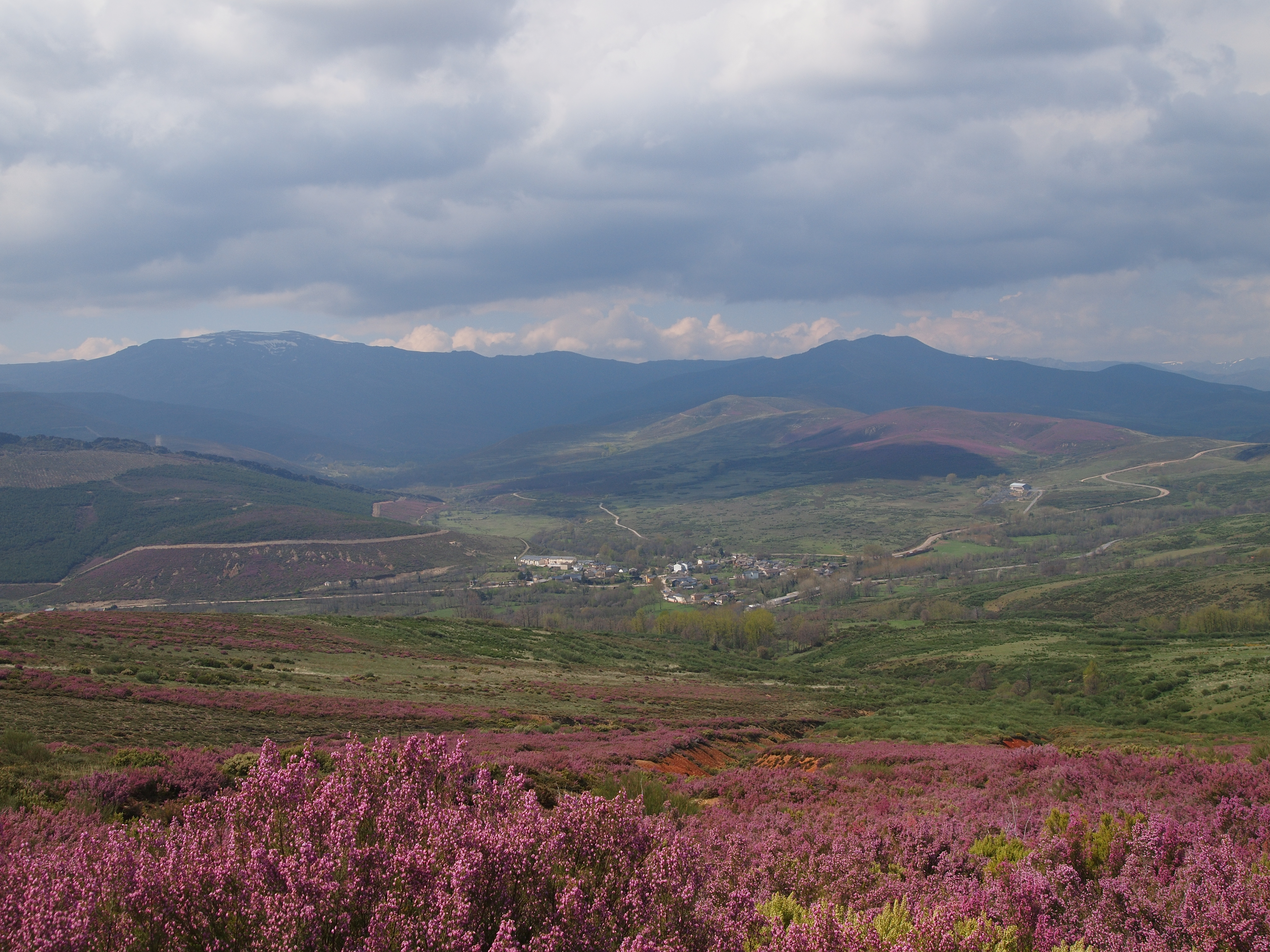
Місцевий пейзаж